# Online-Forschung
Online-Forschung bezeichnet empirische Sozialforschung, Markt- und Mediaforschung mit Hilfe oder über Online-Medien, vorrangig mit dem Internet. Das Internet dient dabei als Gegenstand, als Medium und als Methode.
Dieses Fachgebiet ist in Deutschland etwa 1995 entstanden und in seinen Inhalten noch nicht stringent abgegrenzt. In den vergangenen Jahren hat sich das Gebiet stark ausdifferenziert.

## Kernbereiche
Einen Kernbereich der Online-Forschung bildet die Online-Datenerhebung. Beispiele hierfür sind Online-Umfragen, Online-Gruppeninterviews oder Logdateianalysen. Bei Online-Panels wird eine Personengruppe über einen längeren Zeitraum zu den gleichen Themen befragt. Die Methode der Online-Datenerhebung ersetzt dabei zunehmend andere traditionelle Formen der Datenerhebung, wie z. B. persönliche Interviews und Telefonbefragungen. 
Gegenstand der Online-Forschung sind auch Webseiten-Evaluationen und Usability-Studien. Hier ist das Internet nicht nur Medium der Datenerhebung, sondern das Internetangebot selbst steht im Fokus der Untersuchung. Insbesondere Usability-Studien werden häufig gar nicht online durchgeführt, sondern in Form von Einzelexplorationen unter Anwendung der Technik des lauten Denkens. Auch verschiedene Blickaufzeichnungsverfahren kommen hier zum Einsatz.
Ein Anwendungsfeld ist die Online-Marktforschung. Ebenso wie die kommerzielle Online-Marktforschung nutzt auch die wissenschaftsbezogene Online-Forschung das Internet (oder andere Online-Medien) zum Zweck der Datenerhebung und als Ersatz für traditionelle Datenerhebungsverfahren. Darüber hinaus stehen aber auch insbesondere soziale Implikationen der zunehmenden Digitalisierung im Mittelpunkt der Forschung. Zu unterscheiden sind hier mikro-soziologische Themen, wie z. B. die Erforschung sozialer Netzwerke, und makro-soziologische Themen, wie die digitale Spaltung der Gesellschaft.

## Entstehung
| Land         | Anteil der Internetnutzer |
| ------------ | ------------------------- |
| Schweden     | 90 %                      |
| Niederlande  | 89 %                      |
| Finnland     | 82 %                      |
| Deutschland  | 77 %                      |
| Belgien      | 75 %                      |
| Österreich   | 72 %                      |
| Frankreich   | 69 %                      |
| Spanien      | 60 %                      |
| Ungarn       | 59 %                      |
| Italien      | 46 %                      |
| Portugal     | 46 %                      |
| Griechenland | 42 %                      |
| Rumänien     | 33 %                      |

Online Marktforschung ist durch das wachsende Medium Internet und der damit verbundenen Auslagerung der Marktforschung auf das Internet entstanden.
Weltweit besitzen immer mehr Menschen einen Computer, welcher an das Internet angeschlossen ist und somit steigt auch die Zahl der Internetnutzerinnen und -nutzer jährlich. So wurde das Internet im Jahre 2009 in Deutschland schon von 77 % und in Österreich von 72 % der Bevölkerung genutzt. Für die Marktforschung ist das Internet längst eine der wichtigsten Instrumente geworden. Dies schlägt sich in der Tatsache nieder, dass die Online-Marktforschung zu den wichtigsten Sparten der Marktforschung zu zählen ist. Die Gründe für die zunehmende Verlagerung der Marktforschung in Richtung Internet sind vielfältig:
- Sowohl die Anzahl der an das Internet angeschlossenen Computer, als auch die Zahl der Internetnutzerinnen und -nutzer steigt jährlich.
- Das Internet dient der Online-Marktforschung sowohl zur Primärforschung als auch zur Sekundärforschung. In der Primärforschung dient es als Datenerhebungsinstrument und in der Sekundärforschung zur Informationsbeschaffung.
- Informationen lassen sich im Internet zumeist schneller und zudem noch kostengünstiger im Gegensatz zu herkömmlichen Forschungsmethoden erheben.
- Das Internet eröffnet neue Wege und Instrumente in der Marktforschung.

Das Internet hat sowohl aufgrund seiner enormen Informationsdichte für relevante Daten eine hohe Bedeutung für die Marktforschung eingenommen und ist aus derselbigen nicht mehr wegzudenken.

## Vorteile
Der bedeutsamste Vorteil von Onlineforschung, bzw. im Internet durchgeführten Umfragen ist wohl die weite Erreichbarkeit und somit die Chance auf große heterogene Stichproben. Dabei sind die Kosten im Gegensatz zu herkömmlichen papiergebundenen Umfragen sehr gering.

## Nachteile
Große und heterogene Stichproben können vor allem in wissenschaftsbezogener Onlineforschung nur theoretisch erreicht werden. Die Veröffentlichung eines Links zur Umfrage gestaltet sich durch die Struktur des Internets als schwierig. Durch die Kurzlebigkeit einer Umfrage ist die Indizierung einer Studie in Suchmaschinen oft nicht effektiv. Wird der Link in themenbezogenen Portalen veröffentlicht, so werden meist keine fachfremden Versuchsteilnehmer erreicht. In allen anderen Foren, Portalen, Communities o. ä. gelten Hinweise auf Umfragen als Spam und stoßen auf Kritik.
Zudem haben wissenschaftliche Institutionen das Problem, dass kommerzielle Werbung für Forschungszwecke auf Skepsis stößt. Von einer Umfrage, welche mit Gewinnspielen o. ä. lockt, wird somit der wissenschaftliche Charakter in Frage gestellt. Zudem werden durch solche Aktionen persönliche Kontaktdaten der Teilnehmer nötig, was wiederum der Anonymität der Teilnehmer entgegenspricht.
Ein weiteres Problem wissenschaftlicher Onlineforschung ist, dass eine Umfrage – anders als bei einer papiergebundenen Form – durch einen Techniker erstellt werden muss. Dabei können durch Kommunikationsprobleme zwischen Forscher und Techniker Schwierigkeiten bei der Erstellung der Umfragen wie z. B. für Statistikprogrammen inkompatible Daten o. Ä. entstehen.